# Presynaptiphilus amphiopli
Presynaptiphilus amphiopli is een eenoogkreeftjessoort uit de familie van de Synaptiphilidae. De wetenschappelijke naam van de soort is voor het eerst geldig gepubliceerd in 1972 door Humes & Hendler.